# Chung Yong-hwan
Chung Yong-hwan (en hangul, 정용환; en hanja, 鄭 龍煥; Busan,10 de febrero de 1960-ibidem, 7 de junio de 2015) fue un futbolista y entrenador surcoreano. Jugaba de defensa y su último club fue el Daewoo Royals de Corea del Sur. Al momento de su fallecimiento no dirigía a ningún equipo.
Chung desarrolló su carrera enteramente en Daewoo Royals. Además, fue internacional absoluto por la Selección de fútbol de Corea del Sur y disputó las Copas Mundiales de la FIFA de 1986 y 1990. No tenía una gran altura, pero se destacaba por su habilidad para saltar. No perdió duelos aéreos contra Rob Landsbergen, un delantero de 1,97 m. Su velocidad de reacción y sentido del equilibrio también hicieron que sus habilidades de defensa fueran precisas. No recibió tarjetas amarillas durante ocho años, desde 1984 hasta 1991, a pesar de ser defensor central.
El 7 de junio de 2015 murió a causa de un cáncer de estómago.

## Trayectoria

### Clubes como futbolista
| Club          | País          | Año         |
| ------------- | ------------- | ----------- |
| Daewoo Royals | Corea del Sur | 1984 - 1994 |

### Selección nacional como futbolista
| Selección | País          | Año         |
| --------- | ------------- | ----------- |
| Sub-20    | Corea del Sur | 1979        |
| Absoluta  | Corea del Sur | 1983 - 1993 |

### Clubes como entrenador
| Club                                   | País          | Año         |
| -------------------------------------- | ------------- | ----------- |
| Escuela Intermedia Shinheung           | Corea del Sur | 2004 - 2006 |
| Escuela Secundaria Shinheung           | Corea del Sur | 2004 - 2006 |
| Yangju Citizen                         | Corea del Sur | 2007 - 2008 |
| Academia de Ciencias de Corea de KAIST | Corea del Sur | 2011 - 2015 |

## Estadísticas

### Como futbolista

#### Clubes
| Club          | Año           | Liga          | Liga  | Liga  | Copa Nacional | Copa Nacional | Copa de la Liga | Copa de la Liga | Continental | Continental | Total | Total |
| Club          | Año           | División      | Part. | Goles | Part.         | Goles         | Part.           | Goles           | Part.       | Goles       | Part. | Goles |
| ------------- | ------------- | ------------- | ----- | ----- | ------------- | ------------- | --------------- | --------------- | ----------- | ----------- | ----- | ----- |
| Daewoo Royals | 1984          | K League      | 22    | 0     |               |               | —               | —               | —           | —           | 22    | 0     |
| Daewoo Royals | 1985          | K League      | 2     | 0     |               |               | —               | —               | [ b ]       |             | 2     | 0     |
| Daewoo Royals | 1986          | K League      | 1     | 0     |               |               | 2               | 1               | [ b ]       |             | 3     | 1     |
| Daewoo Royals | 1987          | K League      | 19    | 1     |               |               | —               | —               | —           | —           | 19    | 1     |
| Daewoo Royals | 1988          | K League      | 11    | 0     |               |               | —               | —               | —           | —           | 11    | 0     |
| Daewoo Royals | 1989          | K League      | 9     | 0     |               |               | —               | —               | —           | —           | 9     | 0     |
| Daewoo Royals | 1990          | K League      | 8     | 0     | —             | —             | —               | —               | —           | —           | 8     | 0     |
| Daewoo Royals | 1991          | K League      | 33    | 2     | —             | —             | —               | —               | —           | —           | 33    | 2     |
| Daewoo Royals | 1992          | K League      | 25    | 1     | —             | —             | 10              | 1               | —           | —           | 35    | 2     |
| Daewoo Royals | 1993          | K League      | 6     | 2     | —             | —             | 0               | 0               | —           | —           | 6     | 2     |
| Daewoo Royals | 1994          | K League      | 14    | 1     | —             | —             | 6               | 0               | —           | —           | 20    | 1     |
| Total carrera | Total carrera | Total carrera | 150   | 7     |               |               | 18              | 2               |             |             | 168   | 9     |

1. ↑  Incluye el Campeonato Nacional de Corea
2. 1 2  Aparición(es) en el Campeonato Asiático de Clubes

#### Selección nacional
Fuente:
| Selección de Corea del Sur | Selección de Corea del Sur | Selección de Corea del Sur |
| Año                        | Part.                      | Goles                      |
| -------------------------- | -------------------------- | -------------------------- |
| 1983                       | 7                          | 0                          |
| 1984                       | 9                          | 0                          |
| 1985                       | 15                         | 1                          |
| 1986                       | 4                          | 0                          |
| 1987                       | 5                          | 0                          |
| 1988                       | 7                          | 0                          |
| 1989                       | 13                         | 1                          |
| 1990                       | 11                         | 0                          |
| 1991                       | 0                          | 0                          |
| 1992                       | 4                          | 0                          |
| 1993                       | 2                          | 0                          |
| Total                      | 77                         | 2                          |

##### Goles internacionales
| No | Fecha                 | Sede                | Oponente | Gol   | Resultado | Competición                                        |
| -- | --------------------- | ------------------- | -------- | ----- | --------- | -------------------------------------------------- |
| 1. | 26 de octubre de 1985 | Tokio, Japón        | Japón    | 1 gol | 2-1       | Eliminatorias para la Copa Mundial de la FIFA 1986 |
| 2. | 25 de mayo de 1989    | Seúl, Corea del Sur | Nepal    | 1 gol | 9-0       | Eliminatorias para la Copa Mundial de la FIFA 1990 |

##### Participaciones en fases finales
| Torneo                                     | Sede     | Resultado     | Partidos | Goles |
| ------------------------------------------ | -------- | ------------- | -------- | ----- |
| Campeonato Mundial Juvenil de la FIFA 1979 | Japón    | Primera fase  | 3        | 0     |
| Copa Asiática 1984                         | Singapur | Primera fase  | 0        | 0     |
| Copa Mundial de Fútbol de 1986             | México   | Primera fase  | 3        | 0     |
| Juegos Asiáticos de 1986                   | Seúl     | Campeón       | —        | —     |
| Juegos Olímpicos de 1988                   | Seúl     | Primera fase  | 3        | 0     |
| Copa Asiática 1988                         | Catar    | Subcampeón    | 6        | 0     |
| Copa Mundial de Fútbol de 1990             | Italia   | Primera fase  | 1        | 0     |
| Juegos Asiáticos de 1990                   | Pekín    | Tercer puesto | —        | —     |

## Palmarés

### Como futbolista

#### Títulos nacionales
| Título                       | Club          | País          | Año  |
| ---------------------------- | ------------- | ------------- | ---- |
| K League 1                   | Daewoo Royals | Corea del Sur | 1984 |
| K League 1                   | Daewoo Royals | Corea del Sur | 1987 |
| Campeonato Nacional de Corea | Daewoo Royals | Corea del Sur | 1989 |
| K League 1                   | Daewoo Royals | Corea del Sur | 1991 |

#### Títulos internacionales
| Título                            | Club (*)      | Sede  | Año  |
| --------------------------------- | ------------- | ----- | ---- |
| Campeonato Asiático de Clubes     | Daewoo Royals | Yeda  | 1986 |
| Campeonato Afroasiático de Clubes | Daewoo Royals | Riad  | 1986 |
| Juegos Asiáticos                  | Corea del Sur | Seúl  | 1986 |
| Copa Afroasiática de Naciones     | Corea del Sur | Doha  | 1987 |
| Copa Dinastía                     | Corea del Sur | Pekín | 1990 |

(*) Incluyendo la Selección

#### Distinciones individuales
| Distinción                            | Año  |
| ------------------------------------- | ---- |
| Korean Football Best XI               | 1984 |
| K League Best XI                      | 1984 |
| Korean Football Best XI               | 1985 |
| Korean Football Best XI               | 1987 |
| K League Best XI                      | 1987 |
| Korean Football Best XI               | 1988 |
| Korean National Championship Best XI  | 1988 |
| Futbolista coreano del año            | 1988 |
| Equipo del Torneo de la Copa Asiática | 1988 |
| K League Best XI                      | 1991 |
| Jugador Más Valioso de la K League 1  | 1991 |